# NGC 2348
NGC 2348 ist ein offener Sternhaufen im Sternbild Volans. 
Entdeckt wurde das Objekt am 31. Januar 1835 von John Herschel.